# Dům Palička
Dům Jiřího Paličky a Emilie Paličkové je funkcionalistická stavba v Osadě Baba, která vznikla v letech 1931–1932 podle návrhů nizozemského architekta Marta Stama a Jiřího Paličky jako vlastní dům Jiřího Paličky a textilní výtvarnice Emilie Paličkové-Mildeové. Dům postavila stavební firma MOK, kterou Jiří Palička vlastnil.

## Konstrukce domu
Dům má železobetonový skelet, vyplněný 15 cm obvodovým zdivem, 5 cm jádra a 5 cm heraklitové konstrukce. Stropní desky jsou silné 8 cm, štuk na fasádě je obohacen vodotěsným aditivem. Dveře v domu jsou z olšové překližky a mají ocelové zárubně, dům je opatřen teplovodním ústředním topením. Stavba má podélnou prostorovou koncepcí, která byla silně ovlivněna specifickými požadavky stavebníka. Zajímavostí konstrukce je terasa v přízemí, místo obvyklého umístění na střeše. Terasa je zakryta dalším podlažím, které je tvořené jednotraktovými místnostmi ložnice, pracovny, budoáru a šatny, vše v jednotném modulu 290 cm, čímž je vyjádřena i možnost dalšího rozšiřování domu. Místnosti jsou spojené společnou terasou. Z terasy vede schodiště přímo do zahrady.

## Stavitelé domu
Stavebníky domu byli manželé Jiří Palička a Emilie Paličková-Mildeová. Jiří Palička byl stavitel, jeho firma realizovala mimo jiné v letech 1937–1938 vilu pro vrchního magistrátního ředitele Karla Babku a jeho dceru, herečku Lídu Baarovou.
Emilie Paličková-Mildeová byla významná textilní výtvarnice a krajkářka. 

## Pozdější úpravy
V letech 1995–1996 byla kvůli zatékání zvýšena střešní atika, což esteticky velmi narušilo vzhled celého domu. Další rekonstrukce proběhla s novým majitelem v letech 2003–2004 podle návrhů architektů Ladislava Lábuse a Norberta Schmidta, kteří věnovali velké úsilí zachování původní záměrů architekta Marta Stama, včetně například zateplení, které prakticky nezměnilo vnější vzhled domu. Tato rekonstrukce bývá označována jako příklad přístupu k moderní památce.

## Prolézačka Sputnik
V zahradě domu je plastika – prolézačka – Sputnik, autora Zdeňka Němečka, z 60. let 20. století, která původně stála na dětském hřišti ve Stromovce, měla být jako nebezpečná zlikvidována, nakonec bylo povoleno ji novému majiteli (Rudolfovi Břínkovi) odvézt.

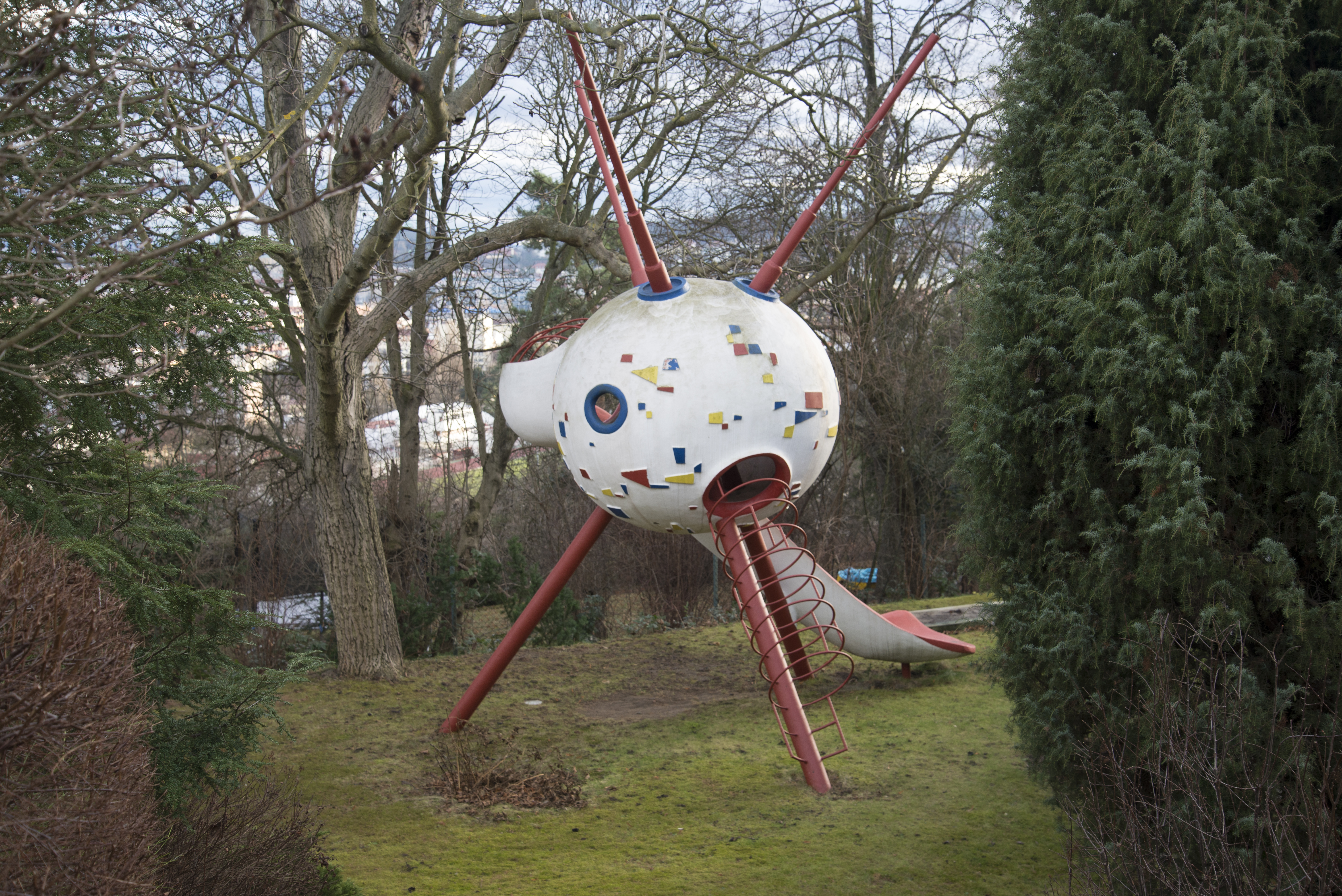
Prolézačka Sputnik